# 落葵属
落葵属（学名：Basella）是落葵科下的一个属，为肉质、分枝藤本植物。该属共有6种，分布于非洲和亚洲。